# Ткадлик, Франтишек
Франтишек Ткадлик (чеш. František Tkadlík; 23 ноября 1786, Прага — 16 января 1840, Прага) — чешский живописец и график. Один из крупнейших чешских портретистов первой половины XIX века.

## Жизнь и творчество

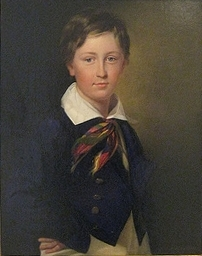
Франтишек Ткадлик Портрет графа Отакара Чернина (1823)

Ф. Ткадлик родился в семье хозяина гостиницы. Рисовать начал ещё в раннем детстве. В доме его родителей проживали два учителя рисования что, по-видимому, оказало влияние на последующий выбор профессии Ткадликом. После того, как семья и родственники одобрили его выбор и Франтишек окончил гимназию, он в 1803 году поступает в пражскую Академию искусств, позднее он изучает философию в Карловом университете.
Художник находился под влиянием идей Чешского национального возрождения. В течение нескольких лет он пользовался покровительством графа Иоганна Рудольфа Чернина, финансировавшего до 1807 года обучение Ф. Ткадлика в Академии. С 1817 по 1825 последний служит придворным художником у графов Чернин, а также хранителем их картинной галереи в Вене. В Вене Ткадлик поддерживает контакт с проживавшими там чешскими учёными (например, с Йозефом Добровским и Франтишеком Палацким, портреты которых написал). В 1824 году, после окончания своей работы в Вене, Ткадлик получает стипендию для поездки в Рим. В 1832 году художник возвращается в Вену, а в 1836 — в Прагу, где становится первым директором пражской Академии изобразительных искусств. Имел много учеников, и среди них — классика чешской живописи Йозефа Манеса, исторического живописца Карела Явурека и Артура фон Рамберга.
Полотна художника, созданные в стилях классицизм и ампир, можно разделить по тематике на несколько периодов. Первым, длившимся вплоть до поездки Ф. Ткадлика в Вену, заполнены портреты представителей известных фамилий Праги. Во время второго, венского, художник создаёт преимущественно портреты членов семейства Чернин, живших в Вене его чешских знакомых и картины патриотического содержания. В третий период, в Италии, Ткадлик пишет библейские полотна и пейзажи. После своего возвращения в Чехию он занимается преимущественно картинами исторического, патриотического содержания.

## Полотна (избранное)
- Агарь в пустныне (1815)
- Молящийся Иисус в детстве (1820)
- Вера, Надежда и Любовь (1824)

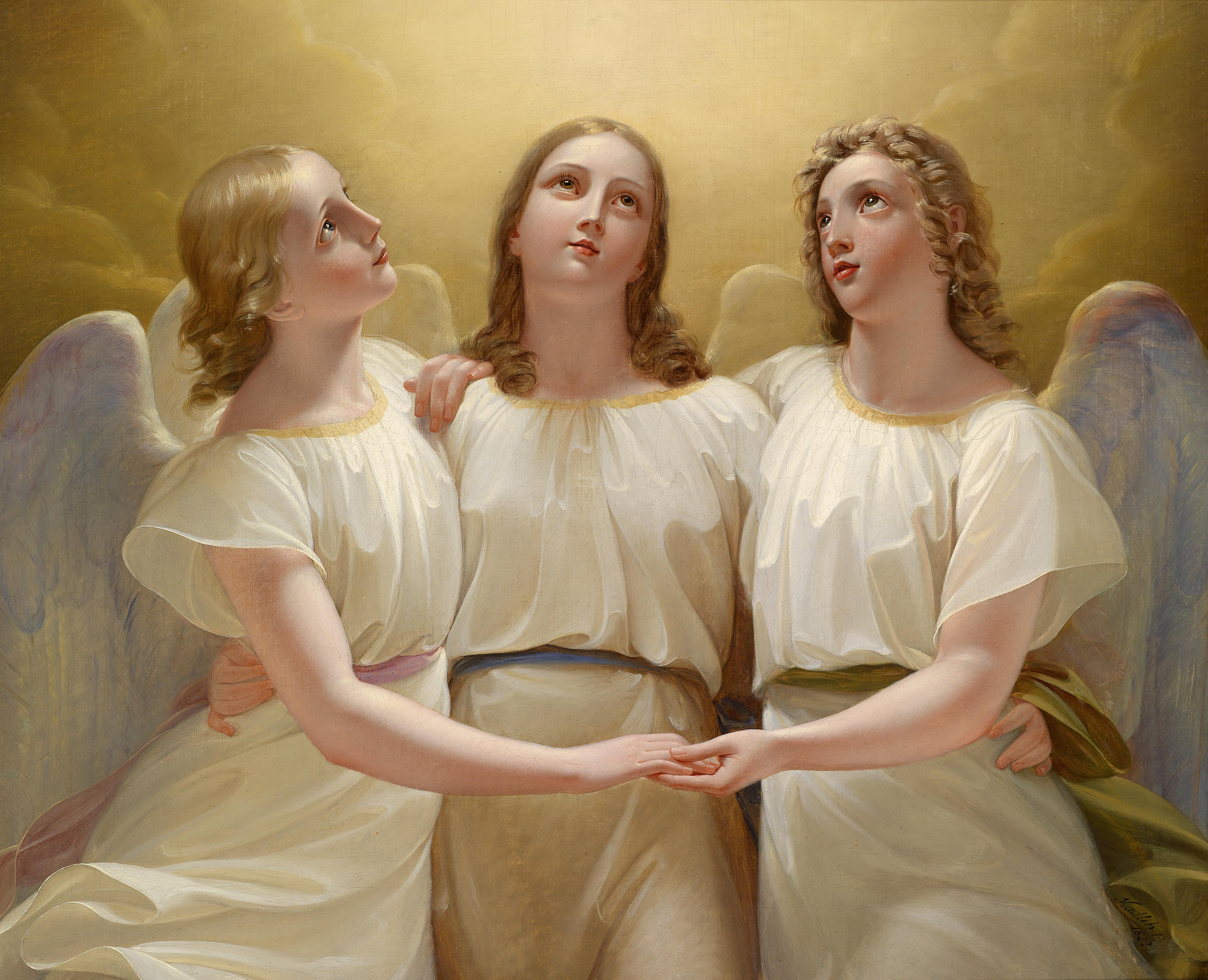
Три ангела

- Мадонна с младенцем и Иоанн Креститель (1825)
- Терновый венец (1827)
- Молодая итальянка (1829)
- Мир и Справедливость (1832)
- Св. Людмила и св. Вацлав за молитвой (1839)
- Аполлон и Диана
- Одиссей
- Смерть Авеля
- Жертва Ноя
- Возвращение св. Адальберта Пражского из бенедиктинского монастыря на родину в 933 году
- Мадонна с младенцем
- Рождество Христово
- Товия
- Прощание Павла
- Св. Лука
- Мадонна с младенцем и ангел
- Св. Вацлав на золотом поле
- Потоп
- Три ангела у Авраама
- Итальянский пейзаж
- Христос в Эммаусе
- Юпитер-Громовержец
- Портрет маркграфа Зальм-Райффершейдта